# Richard J. Roberts
Richard John Roberts (Derby, 6. rujna 1943.) je engleski biokemičar i molekularni biolog. 
Roberts je zajedno s Phillip A. Sharpom, 1993. godine podijelio Nobelovu nagradu za fiziologiju ili medicinu za otkriće odvojenih gena.
Tijekom početnih godina istraživanja gena i molekula DNK, geni su bili zamišljeni kao kontinuirani segmenti unutar duge dvostruke uzvojnice molekula DNK. Ta se slika strukture gene promijenila nakon otkrića Robertsa i Sharpa, koji su neovisno jedan od drugoga 1977.g. otkrili da geni mogu biti diskontinuirani, tj. da određeni gen može biti prisutan u genetičkom materijalu (DNK) kao nekoliko znatno odvojenih segmenata. 

## Vanjske poveznice
- Nobelova nagrada - autobiografija  Arhivirana inačica izvorne stranice od 22. listopada 2008. (Wayback Machine) (engl.)